# Martina Pierra de Poo
Martina Pierra de Poo   (Camagüey, 8 de febrer de 1833 - l'Havana, 31 de maig de 1900) nom de ploma de María Martina de Pierra y Agüero, va ser una poeta, actriu i revolucionària cubana.

## Biografia
Va nàixer a Camagüey el 8 de febrer de 1833, filla de María Francisca del Rosario de Agüero y Arteaga i Simón Joseph de Pierra y Ruiz del Canto, tinent d'infanteria de l'exèrcit espanyol. Amb onze anys va escriure els seus primers versos, i als quinze va publicar el seu primer poema Una Noche de Luna al periòdic El Fanal de Puerto-Príncipe.
Poc abans del juliol de 1851 va enviar el sonet A los camagüeyanos al entregarles su Bandera al seu oncle Joaquín de Agüero, independentista cubà i alliberador d'esclaus, i el dia 4 de juliol va participar junt amb ell en una revolta independentista, vestida amb roba masculina de soldat i muntada a cavall. En diverses ocasions i sobretot quan escrivia poemes sobre la independència, escrivia des d'una veu masculina, de la mateixa manera, es vestia amb roba masculina quan es trobava en aquests ambients.
Amb el fracàs de la revolta, el seu oncle va ser comdemnat a mort i ella desterrada. Va marxar a l'Havana en 1859, on va iniciar la seua carrera com a actriu al drama de Rodríguez Rubí La trenza de sus cabellos amb el paper de protagonista, i poc després va tornar a participar en l'obra Borrascas del corazón. L'abril de 1961 es va casar amb José Desiderio de Poo y Álvarez, amb qui va tindre cinc fills. En aquesta època no va abandonar les seues activitats a favor de la independència cubana, i va escriure en diverses publicacions peròdiques, com La Tertulia, La Niñez i Mensajero de las Damas.
El 1898 va morir el seu marit per les ferides causades per una explosió d'una bomba al teatre on es trobava. El 1899 es va fundar l'Asociación de Damas Patrióticas, de la qual Martina va ser vicepresidenta. Va morir el 31 de maig del 1900 a l'edat de 67 anys.

## Obra
Entre molts altres poemes, va escriure:
- Una noche de Luna (1847)
- El numen (1848)
- Ser algún dia hijos de un pueblo libre
- A los camagüeyanos al entregarles su Bandera (1851)
- A la muerte de Joaquín de Agüero
- Desaliento (1852)
- A Manuel de Nápoles y Fajardo (1855)
- El amor (1860)
- El viajero
- Improvisación al pasar el entierro de don José de la Luz y Caballero (1862)
- Al ateneo
- La Habana y el Camagüey (1868)
- Lucrecia (1878)
- El león y el esclavo (1878)
- A Italia (1883)
- Al Bélico (1883)
- A María de la Concepción Chacón y Calderón (1883)